# Per Olof Ultvedt
Per Olof Ultvedt fue un artista pintor, artista gráfico, escenógrafo y escultor finlandés de habla sueca, nacido el 5 de julio de 1927 en Kemi y fallecido el 21 de noviembre de 2006 en Lidingö.  Se le considera el exponente más importante de arte cinético en los países escandinavos.

## Datos biográficos

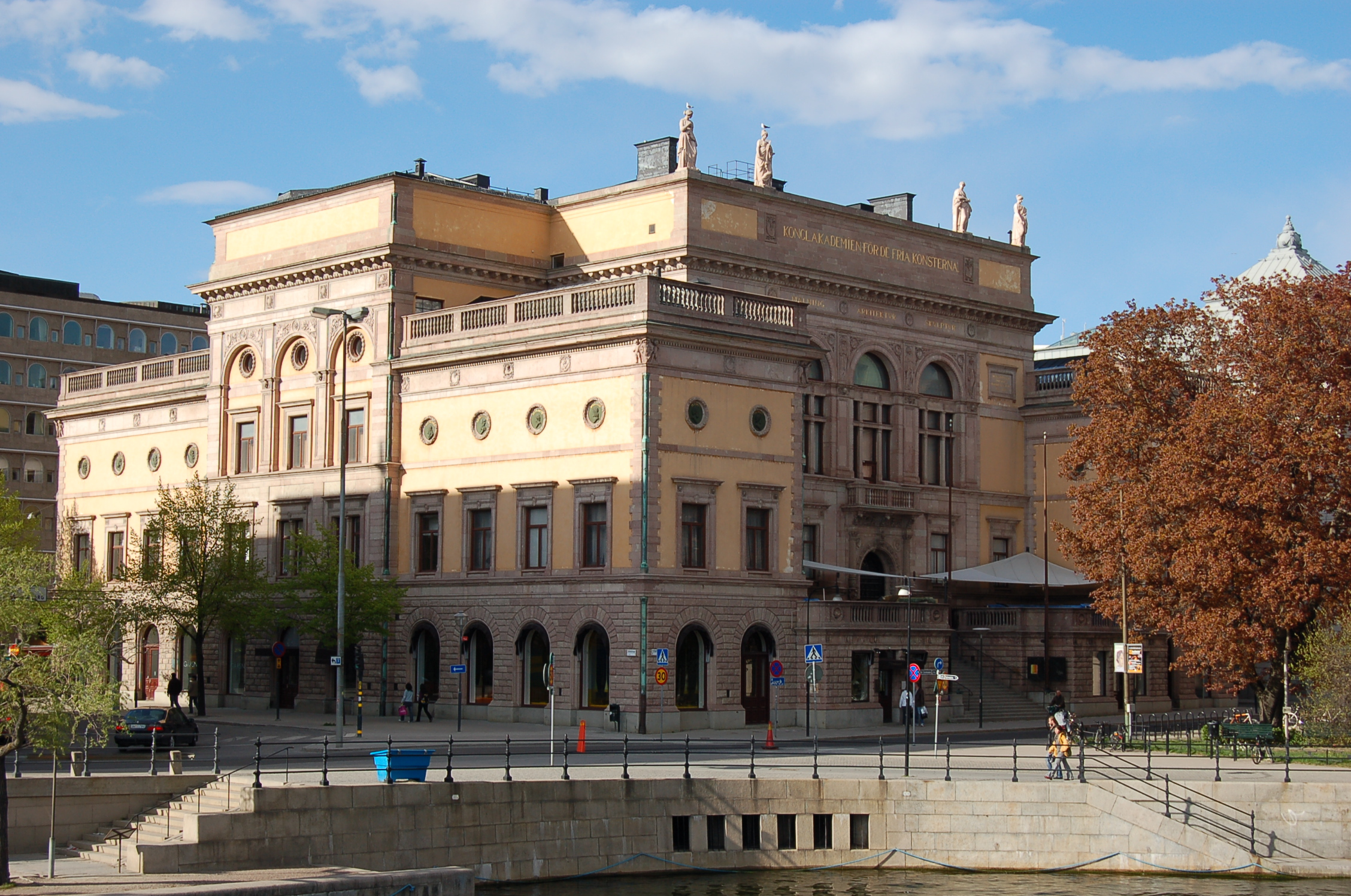
Real Academia Sueca de las Artes en Estocolmo

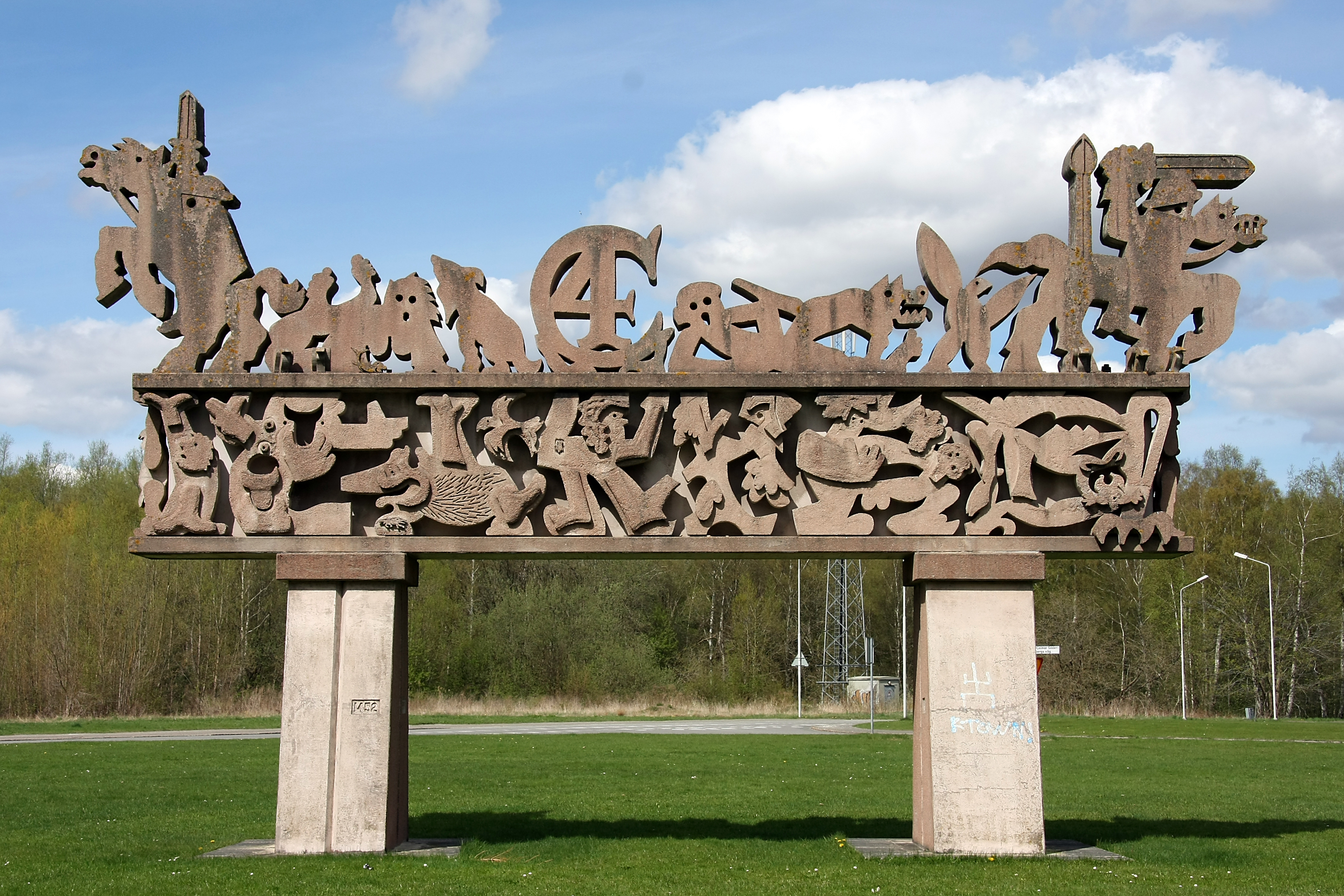
Från Vä till Österäng en Kristianstad.

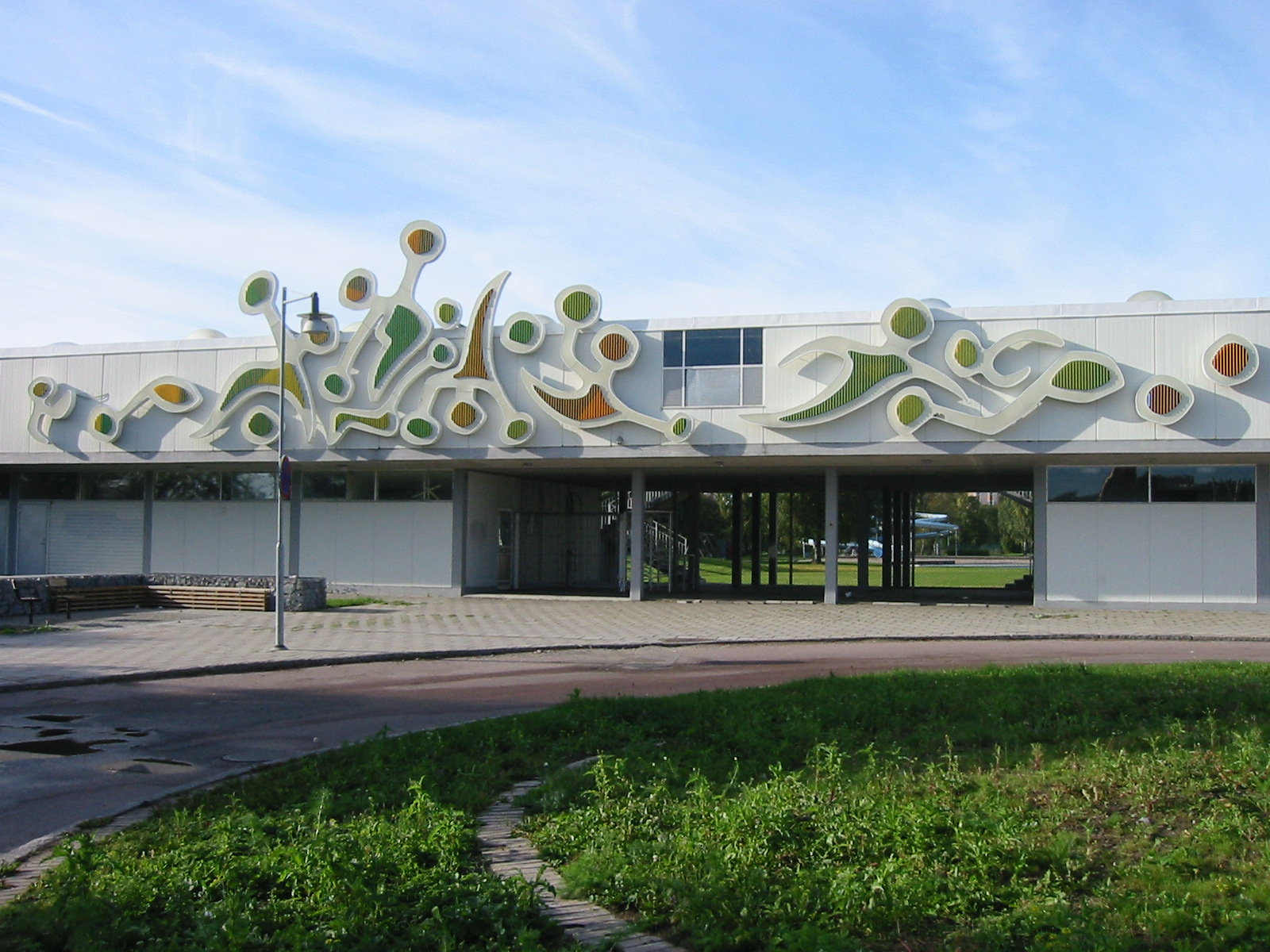
Piscinas Lögarängsbadet en Västerås.

Per Olov Ultvedt nació en la localidad finlandesa de Kemi.  En 1938 su familia se trasladó a Suecia. Después de la Segunda Guerra Mundial  se formó en la Real Academia Sueca de las Artes de Estocolmo de 1945 a 1950. Más tarde fue profesor en la misma Academia de Arte en Estocolmo durante diez años, de 1968 a 1978, y vicerrector desde 1978 a 1980.
Entre 1947 y 1948 visitó París. En 1950 tuvo su primera exposición individual en la galería Noa-Noa de Copenhague.
En ese momento, creó dibujos, acuarelas y grabados. En 1954 diseñó los decorados del Ballett Spiralen, la Sala de Conciertos de Estocolmo. Desde mediados de 1950 se volvió hacia el collage y a la creación de esculturas mediante el ensamblaje de metal soldado, madera y papel.
En la década de 1960 hizo una serie de relieves profundos mediante la transposición de planchas de madera. Durante el mismo período produjo una serie de instalaciones con diversos materiales como madera, alambre y otros, ligeramente ensamblados y con frecuencia también contenían partes móviles, como objetos cinéticos. Ultvedt también creó mecanismos con pequeñas piezas móviles accionadas con motores eléctricos.
Per Olov Ultvedt participó en la exposición del Movimiento de Arte - sv:Rörelse i konsten- en el Museo Moderno de Estocolmo en 1961. 
En 1962 colaboró con Robert Rauschenberg , Jean Tinguely, Niki de Saint Phalle y Daniel Spoerri en el montaje de la exposición Dylaby (Laberinto Dinámico) en el Museo Stedelijk de Ámsterdam, en conjunto, fue construido un laberinto de habitaciones, cada una equipada con asociaciones y otro objeto.
Junto con Niki de Saint Phalle y Jean Tinguely creó en 1966 la exposición Ella - una catedral - sv: Hon - en katedral en el Moderna Museet de Estocolmo -Museo de Arte Moderno. Esta consistía en una gran figura sedente de 25 metros de largo, la escultura de una mujer, entre las piernas contenía una serie de habitaciones conectadas entre sí, entre ellas un bar y una sala de cine. Fue uno de los espectáculos más famosos y conocidos de Suecia de esta época. Después de la exposición, la instalación fue destruida.
En 1968 su obra formó parte de la presentación de 5 artistas cinéticos en la cuarta documenta de Kassel . 
En 1972 comenzó a dibujar caricaturas satíricas. En 1973 se trasladó a vivir a Francia y posteriormente en 1977 a México. En la década de 1980 creó una serie de esculturas públicas, como el Déjeuner sur l'herbe (desayuno sobre la hierba de 1984) para el Parque Folkets en Motala, Östergötland-Suecia.
Es conocido por sus esculturas mecánicas y llevó a cabo una serie de encargos públicos.

## Selección de obras en espacios públicos
Entre las obras de Per Olof Ultvedt se incluyen las siguientes :
- Hundöra -Oreja de perro- (1969), escultura de luz en la fachada de la Biblioteca de la Ciudad de Jönköping.
- En baddare i havet - Una mentira del mar-, escultura de luz, en la fachada exterior del complejo deportivo Lögarängsbadet en Västerås.
- Murales en la estación de metro T-Centralen , línea azul, en Estocolmo.

Entre sus obras también se incluye la aclamada señal luminosa de marabou en la Stureplan de Estocolmo.

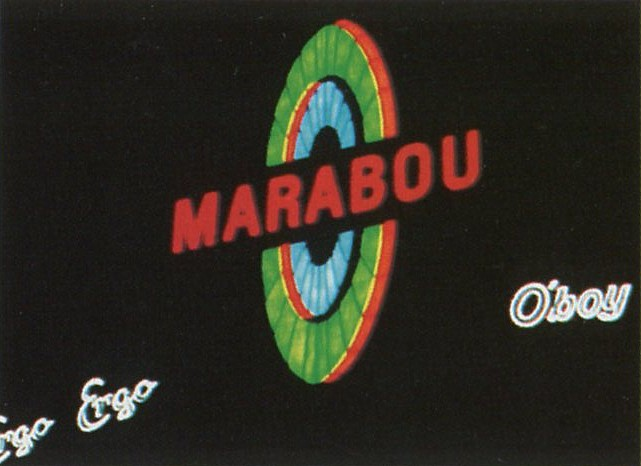
Señal Luminosa de Marabou en la Stureplan de Estocolmo.
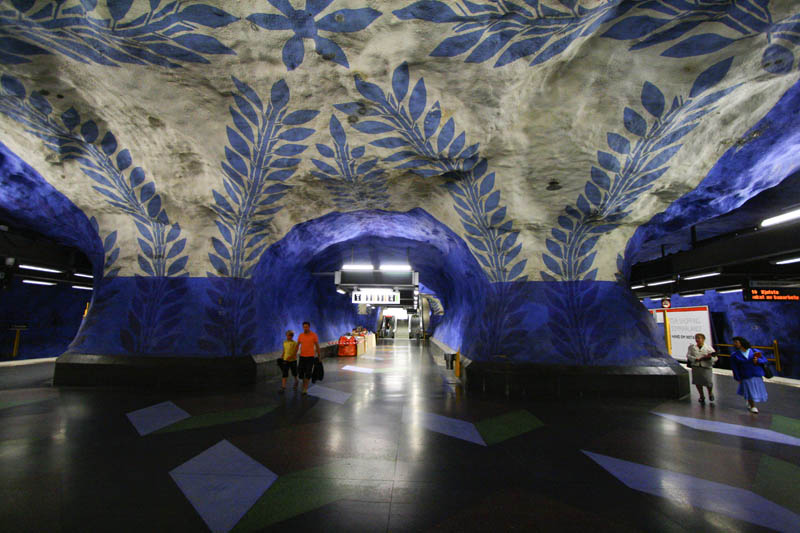
Murales en la estación de metro T-Centralen , línea azul, en Estocolmo.